# X 2000
X 2000 är ett koncept med svenska snabbtåg, samt en tillhörande tågtyp byggt av Kalmar Verkstad (f d Statsföretag) och ABB mellan 1989 och 1998. Namnet X 2000 är ett varumärke, registrerat av SJ och avser inte själva tågtypen. För den används beteckningen X2, som oftast används för hela tågsättet, men formellt är det littera på tågsättets drivenhet (fordonet i vilket drivutrustningen är placerad).
Det har förekommit tågkoncept i Sverige där X2-tågen använts, som inte haft benämningen X 2000.
Det första tågsättet provkördes hösten 1989 och sattes i reguljär trafik Göteborg-Stockholm i september 1990 under konceptnamnet X 2000. Från början lanserades konceptet X 2000 samt tillhörande tåg som ett exklusivt tåg främst för affärsresenärer med slogans som "Enklare än flyget, snabbare än tåget", men under 1990-talet blev X 2000 den vanligaste typen av fjärrtåg på stambanorna och profilen blev mer folklig.
X 2000-tåg är främst avsedda för att köras på sträckor med långt mellan stationerna. De köptes in för att kunna köras med hög hastighet (upp till 200 km/h) på gamla, kurviga järnvägar. Detta är möjligt genom tågens mjuka boggier och korglutning. X 2000 tillåts därför gå snabbare genom kurvor än andra persontåg i Sverige. Korglutningen är endast till för passagerarnas komfort och åstadkoms genom att vagnarna lutas inåt i kurvorna (dock inte drivenheten) med hjälp av hydraulik.
Idag är X 2000 den vanligaste typen av fjärrtåg i Sverige. Tåget introducerades som X 2000 den 4 september 1990 och årligen sker 6–7 miljoner resor. X 2000-tågen går oftast med 6 vagnar och tar då 309 passagerare (antalet sittplatser varierar dock).

## Renovering av X 2000-tåg
2013 påbörjade SJ arbetet med moderniseringen av X 2000-tågen efter att ha valt att återanvända stålstommen i de gamla tågen istället för att köpa nya. Investeringen låg på 3,5 miljarder svenska kronor och totalt ska 36 tåg rustas upp med bland annat nya stolar, uppdaterad bistro och tekniska system. Dessa renoverade tågsätt har typbeteckning X2C.
Redan före lansering vann den nya interiören Red Dot Design Awards i kategorin Best of the Best. Interiören ritades genom ett samarbete mellan SJ, Happy F&B och White Arkitekter.
Planen var att första ombyggda tåget skulle vara i trafik 2016, men trafikstarten har flera tillfällen fått skjutas upp. Fem år efter planerad lansering avgick den 16 november 2021 det första renoverade tåget från Stockholm C till Göteborg C. Under 2023 skedde första avgången på sträckan Stockholm-Malmö med ombyggda X 2000.
De nya stolarna ska ge bättre komfort och mer utrymme för benen trots att varje tågsätt får fler sittplatser, 360 i stället för tidigare 310-330 beroende på andelen förstaklassvagnar.

## Framtiden
SJ har efter inköpet av X 2000 endast köpt fjärrtåg av standardmodeller som andra operatörer redan haft i trafik, endast lätt anpassade till SJ:s önskemål. SJ har köpt 43 stycken av dubbeldäckartåget X40 och 20 stycken fyravagnars Reginatåg, som SJ givit namnet X55 och varumärket SJ 3000. Såväl SJ 3000 som X40 har topphastigheten 200 km/t, precis som X2000. 
X55 har dock bättre acceleration än X2-tågen (tre gånger fler drivaxlar), och inredning i X 2000-stil. X55 ska inte ses som en efterföljare till X2, utan som en komplettering. X55 är kortare (fyra vagnar istället för sex) och används på linjer med färre passagerare. Tanken var att X2-tågen vid behov skall köras multipelkopplade två och två för att få plats för fler passagerare under högtrafik på de linjer där X2 blir kvar.
X55/SJ 3000-tågen hade premiärtur för passagerare 6 februari 2012.
Det har funnits planer på att höja topphastigheten för X2. Aseas f d direktör Åke Nilsson vid Asea Traction skrev i ett debattinlägg att "...X2-tågen borde utrustas med ett lok till och uppgraderas till 250 km/tim vilket är tekniskt möjligt. Det visades 1993 då ett X2-tåg med dubbla lok satte svenskt hastighetsrekord med 276 km/tim".
SJ:s styrelse beslutade 2017 att påbörja inköp av ett 30-tal nya snabbtåg för toppfart 250 km/h utan korglutning. I slutet av 2021 presenterades en genomförd upphandling av 25 nya snabbtåg med topphastighet 250 km/tim och planerad trafikstart 2026.

## Historia och utveckling

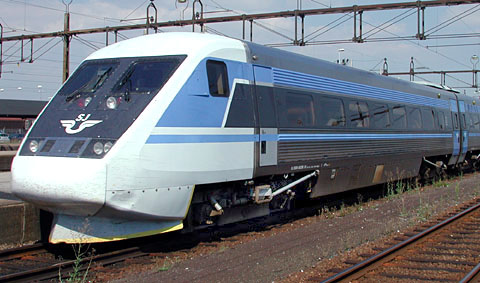
X 2000 i originalfärg.

Redan under 1960-talet började SJ planera för en ny generation snabbtåg. De gamla fjärrtågen, dragna av främst Rc-lok, hade en teknisk topphastighet av 160 km/h men körde som mest i 130 km/h (160 km/h från mitten av 1980-talet). Ungefär samtidigt började såväl den västtyska järnvägsförvaltningen (Deutsche Bundesbahn) som den franska (SNCF) att köra i 200 km/h med konventionella lokdragna tåg på gamla banor. Vid ett relativt tidigt stadium valde SJ att satsa på tåg med korglutning.
Värt att notera i sammanhanget är att den amerikanska varianten av de svenska Rc-loken, beteckningen AEM-7, var godkänd för 201 km/tim.

### Frankrike
I Frankrike pågick prov med lutningsbara motorvagnståg. Förebilden var USA, där liknande prov ägt rum ännu tidigare. Under 1947 genomfördes prov hos den franska statsjärnvägen (SNCF) med en lutningsbar personvagn.
Under 1950-talet provkördes med en maximal rälsförhöjning på 150 mm. På huvudlinjen Paris–Lyon planerade man att höja topphastigheten från 140 km/tim till 180 km/tim. När ett tåg kör snabbare genom en kurva uppstår en ”brist” på lutning av banan, så kallad rälsförhöjningsbrist. För att klara topphastigheten 180 km/tim genom en kurva med radien 800 meter och rälsförhöjningen 140 mm tillät man rälsförhöjningsbristen 338 mm (X 2000 har max 245 mm).
Provtåget var en motorvagn med följande data:
| Egenskap            | Värde                            |
| ------------------- | -------------------------------- |
| Längd               | 23 798 mm                        |
| Bredd               | 3 080 mm                         |
| Boggiavstånd        | 16 860 mm                        |
| Axelavstånd         | 1 350 mm                         |
| Höjd över tak       | 3 653 mm                         |
| Golvhöjd            | 750 mm/ 1 750 mm                 |
| Antal sittplatser   | 28                               |
| Maximal korglutning | 18 grader                        |
| Material korg       | lättmetall                       |
| Maximal tomvikt     | 37 ton                           |
| Broms               | skivbroms (amerikanska Lockheed) |

(mer info: tidskriften "Järnvägsteknik", 1/1958)

### Italien
Vid ett teknikmöte i Genua i Italien 1967 presenterades av Paolino Camposano en idé för ett tåg med korglutningsteknik. Italienska statens järnvägar (FS) finansierade 1970 Fiat för projektering och tillverkning av ETR 401.
Projektet lades sedan ner av politiska och ekonomiska skäl och tåget blev ett unikt exemplar, men blev grunden till utveckling av Pendolino (patenterad av Fiat) som från mitten av 1980-talet blev en succé och såldes till flera europeiska länder.
ETR 401 bestod av ett antal motorvagnar med låg axellast. Tåget var eldrivet och matades med kontaktledningsspänningen 3 kV likspänning.
Under 1985 beställde FS serieversionen med beteckningen ETR 450. Det nya tågsättet bestod av motorvagnar och en släpvagn. Dess topphastighet var 250 km/t. Tillverkaren Fiat såldes senare till TGV- tillverkaren Alstom (Frankrike).

### Storbritannien
I Storbritannien byggdes 1972 provtåget APT-P (Advanced Passenger Train - Prototype) som var utrustat med korglutning, men det projektet lades ner på grund av problem. Tillverkaren av drivutrustningen var Asea.

### Norge
Under slutet av 1970-talet började den norska operatören NSB att planera för en ny generation lutningsbara motorvagnståg. Under början av 1980-talet sattes dock en ny generation lutningsbara loktåg i trafik. Dock förbereddes endast vagnarna för lutning. Tågen drogs av en ny generation ellok (typ El 17 från BBC o Henschel) med asynkronmotorer och vagnarna var tillverkade av lättmetall. Boggierna i personvagnarna var av s.k. mjuk typ (fabrikat Wegmann) med radiellt inställbara hjulaxlar (även loken utrustades med en liknande lösning; Flexifloat-boggier).
Under slutet av 1990-talet levererades en ny generation lutningsbara motorvagnståg till NSB. Restiderna förkortades dock bara marginellt.

### Sverige
I Sverige modifierades under slutet av 1960-talet ett elektriskt motorvagnståg för lokaltrafik (typ X1) och fick lutningsbar vagnkorg som vilade på en ny generation Asea-boggier med tryckluftsstyrd korglutning. Något senare modifierades ett äldre 3-vagnars motorvagnståg (typ X5) för höghastighetsprov. Det fick beteckningen X15 och utrustades med hydrauliskt styrd korglutning (snabbare reaktion på styrsignal). Erfarenheter från X15 användes då X 2000 utvecklades. Mot slutet av provperioden med X15 kopplades en X2 prototypvagn (kallad X15-4) in i tågsättet. Under augusti 1986 beställdes de första 20 stycken, femvagnars X2-tågsätten av SJ från de svenska tillverkarna Kalmar Verkstad (KVAB/Statsföretag) och ASEA.
Den 4 september 1990 hade X 2000 trafikpremiär mellan Stockholm och Göteborg.
Alla X2-tågsätt har luftkonditionering som standard, det vill säga luften kan även kylas.
Under 1980-talet kallades SJ:s snabbaste tåg City Express och de gick till exempel Stockholm-Göteborg (tid ca 3:50) och Stockholm–Malmö. De bestod av Rc-lok och konventionella personvagnar från 1960-talet, och hade ett fåtal stopp med 160 km/h som max fart. City Express togs bort från linjen Stockholm–Göteborg när X 2000 infördes 1990. X 2000 gick en kvart fortare än City Express, till en början runt 3:35. Vid trafikstarten var det inte så många och långa sträckor som tillät 200 km/h. Grödingebanan öppnades 1995, vilket i sig sparade drygt 10 minuter (raka spår och stora kurvradier).
Från början trafikerade SJ X 2000 bara sträckan Stockholm−Göteborg. De första månaderna hade tåget både första klass (serviceklass X 2000) och budgetklass. Biljettpriserna Stockholm–Göteborg i första klass var detsamma som City Express hade haft, 656 kr inkl alla tillägg (1 686 kr 2022 års nivå). Budgetklass kostade 375 kr inkl platsbiljett. Biljettpris för vanliga tåg var 556 kr i 1 klass respektive 355 kr i 2 klass inklusive platsbiljett (964 kr 2022 års nivå). Servicekonceptet X 2000 innebar att biljettpriset inkluderade en måltid i form av frukost, lunch eller kvällsmat som serverades vid sittplatsen (ej i budgetklass). Man hade också mot avgift tillgång till telefon och telefax som fanns ombord. Budgetklass togs bort efter några månader för att återkomma några år senare. Efter några år började X 2000 att trafikera flera sträckor, exempelvis Stockholm−Malmö. Efter en tid infördes också serviceklass X 2000 Budget (andra klass) med ett lägre biljettpris. X 2000 Budget innebar en lägre servicenivå än i X 2000, mat ingick inte i priset. Sedan Öresundsbron öppnades har X 2000 trafikerat även denna.
Under perioden 2000–2004 användes X2-tåg i trafikkonceptet Linx även om turerna inte kallades X 2000. Många kallade ändå turerna för det, då X 2000 och X2 ofta förväxlats som begrepp.
Under perioden december 2011–januari 2015 kallade SJ tågen för SJ 2000. Efter tidigt 2015 är benämningen återigen X 2000.

## Bilder

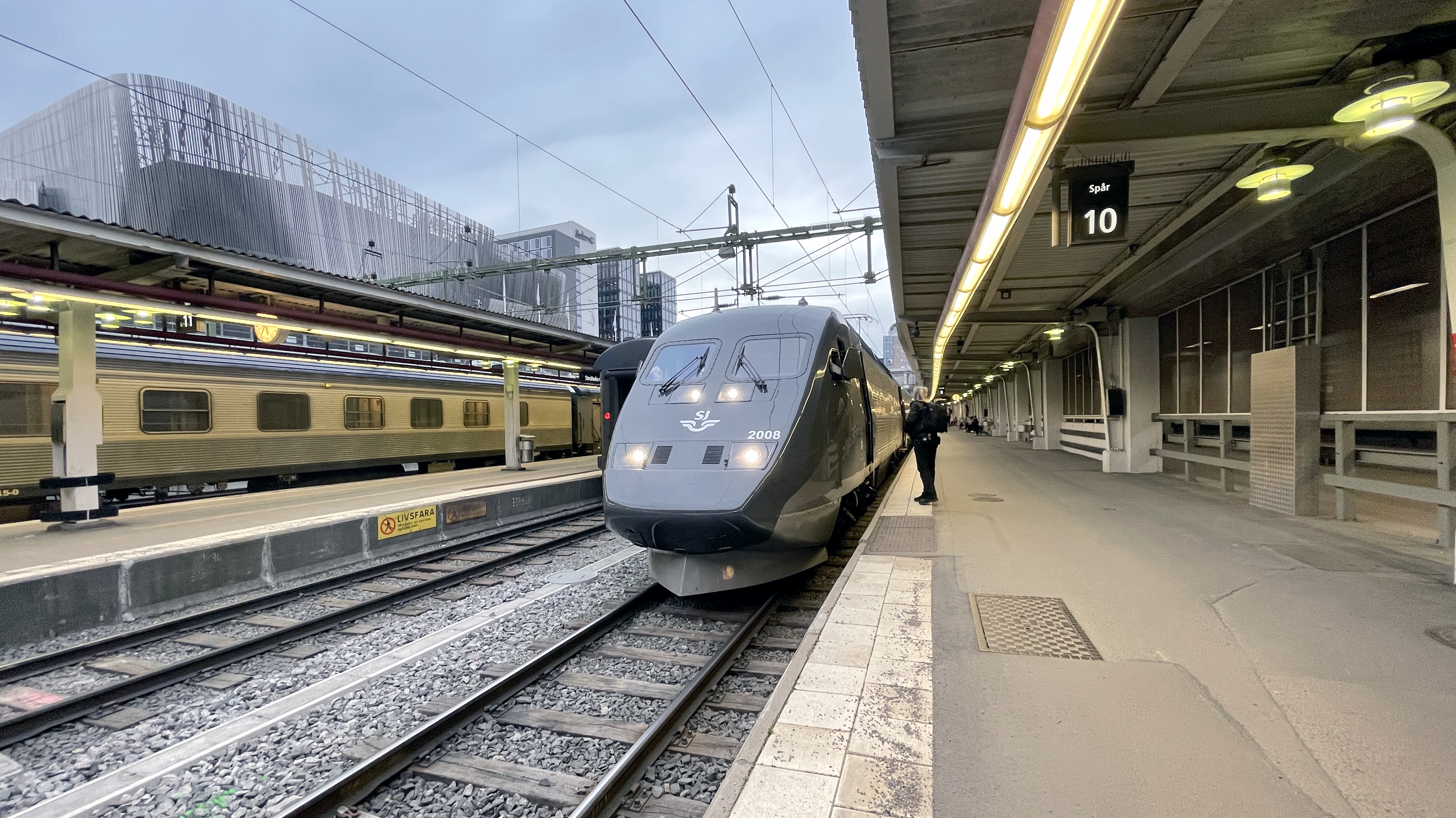
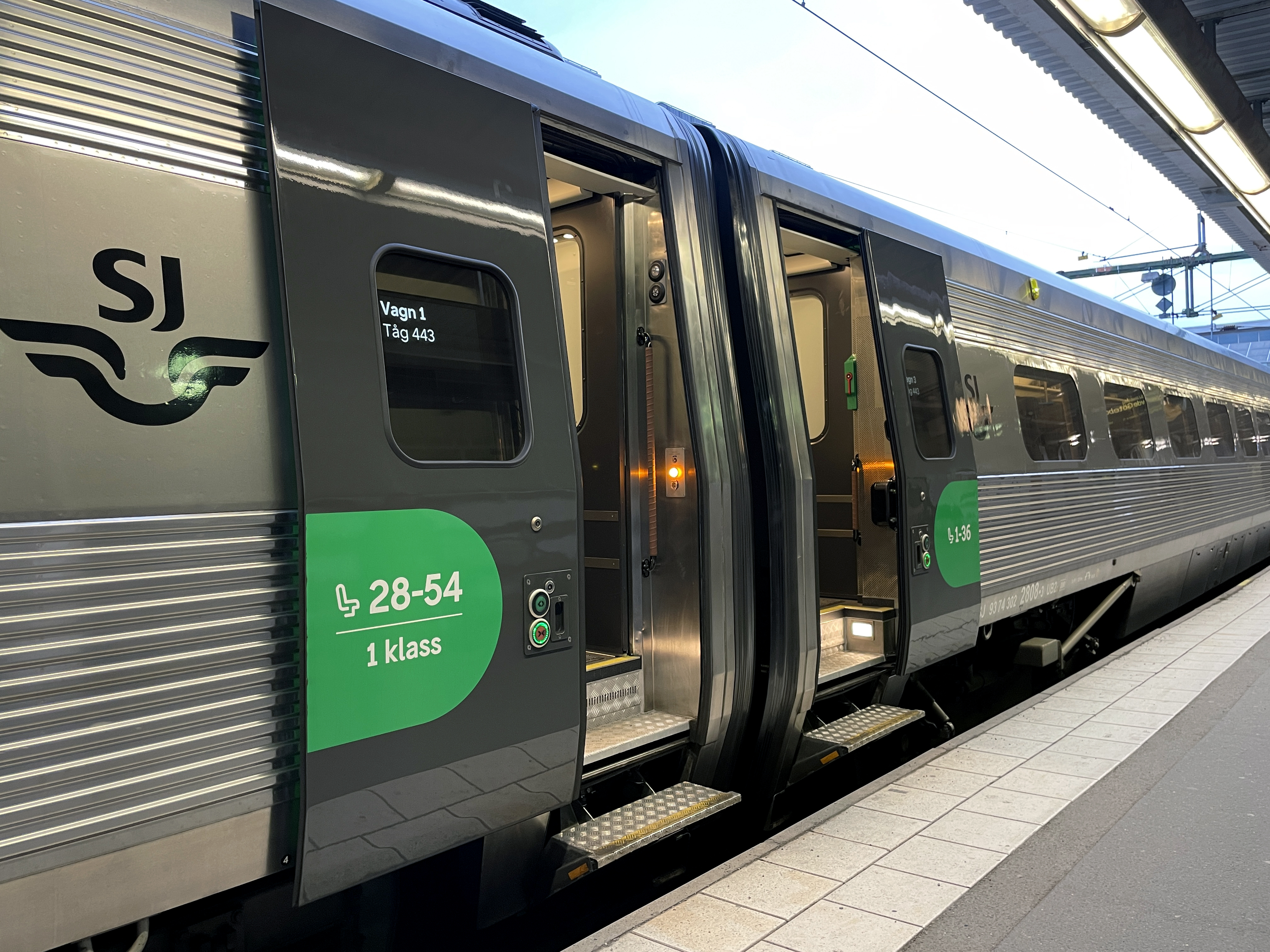
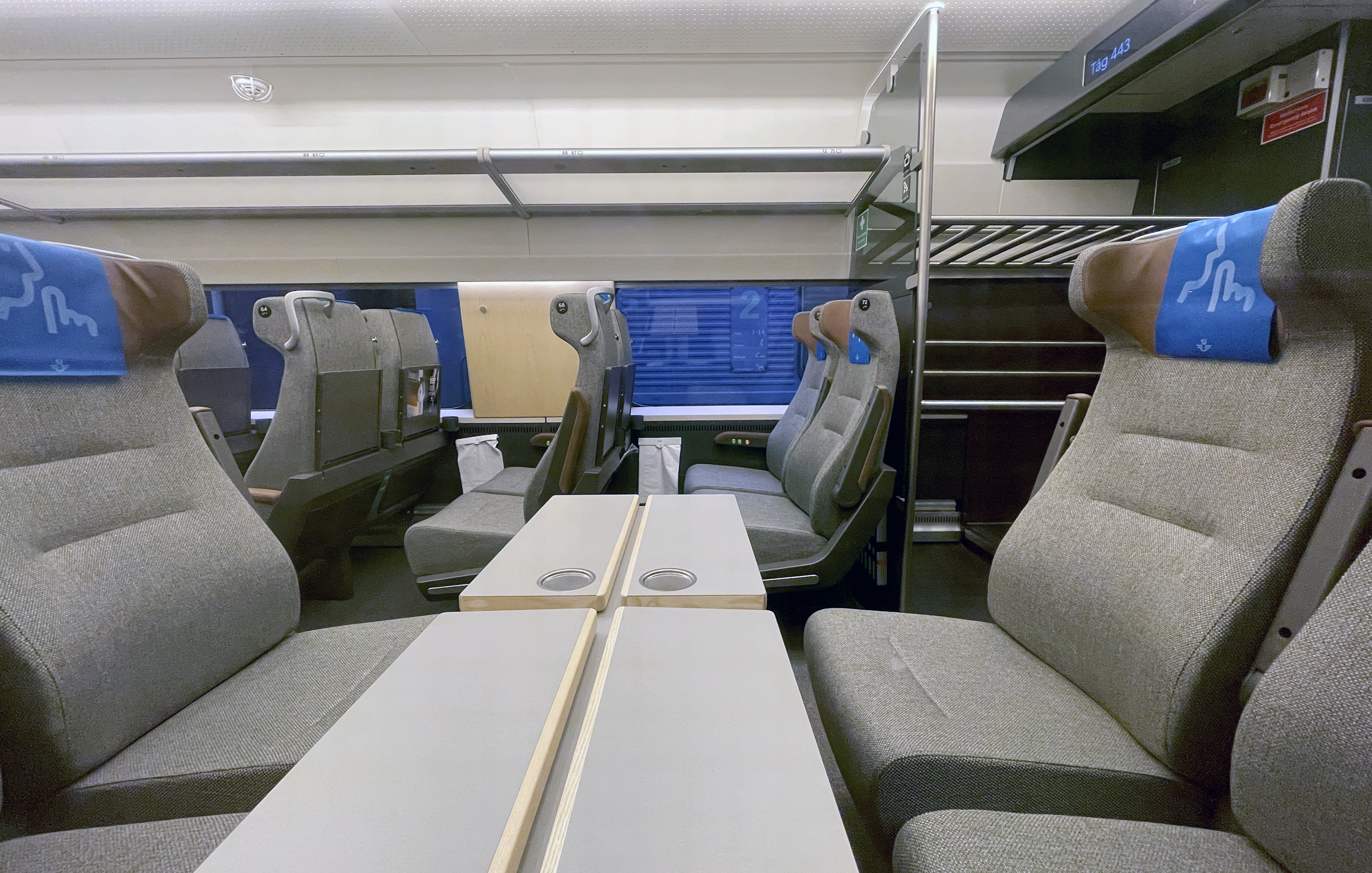
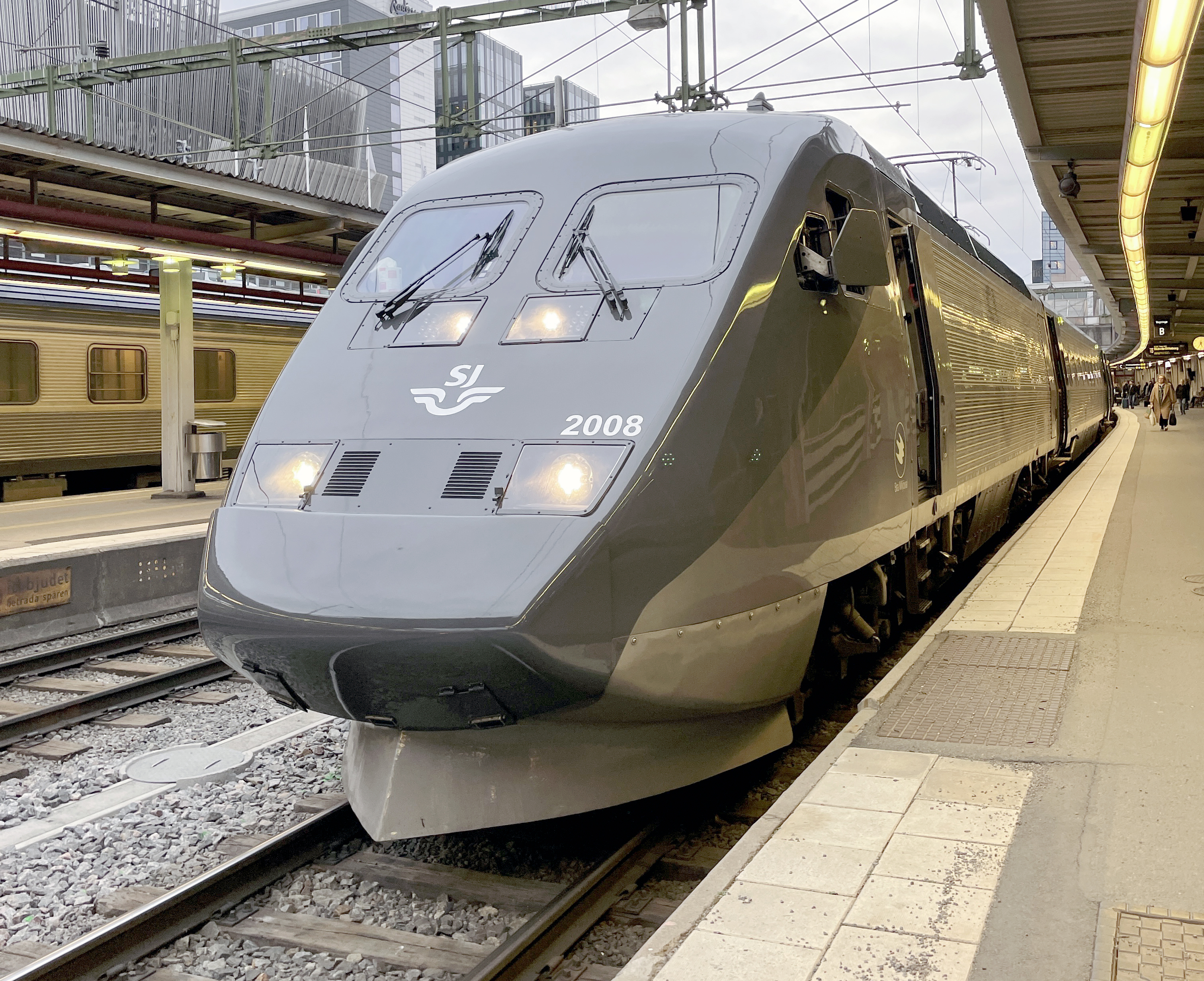
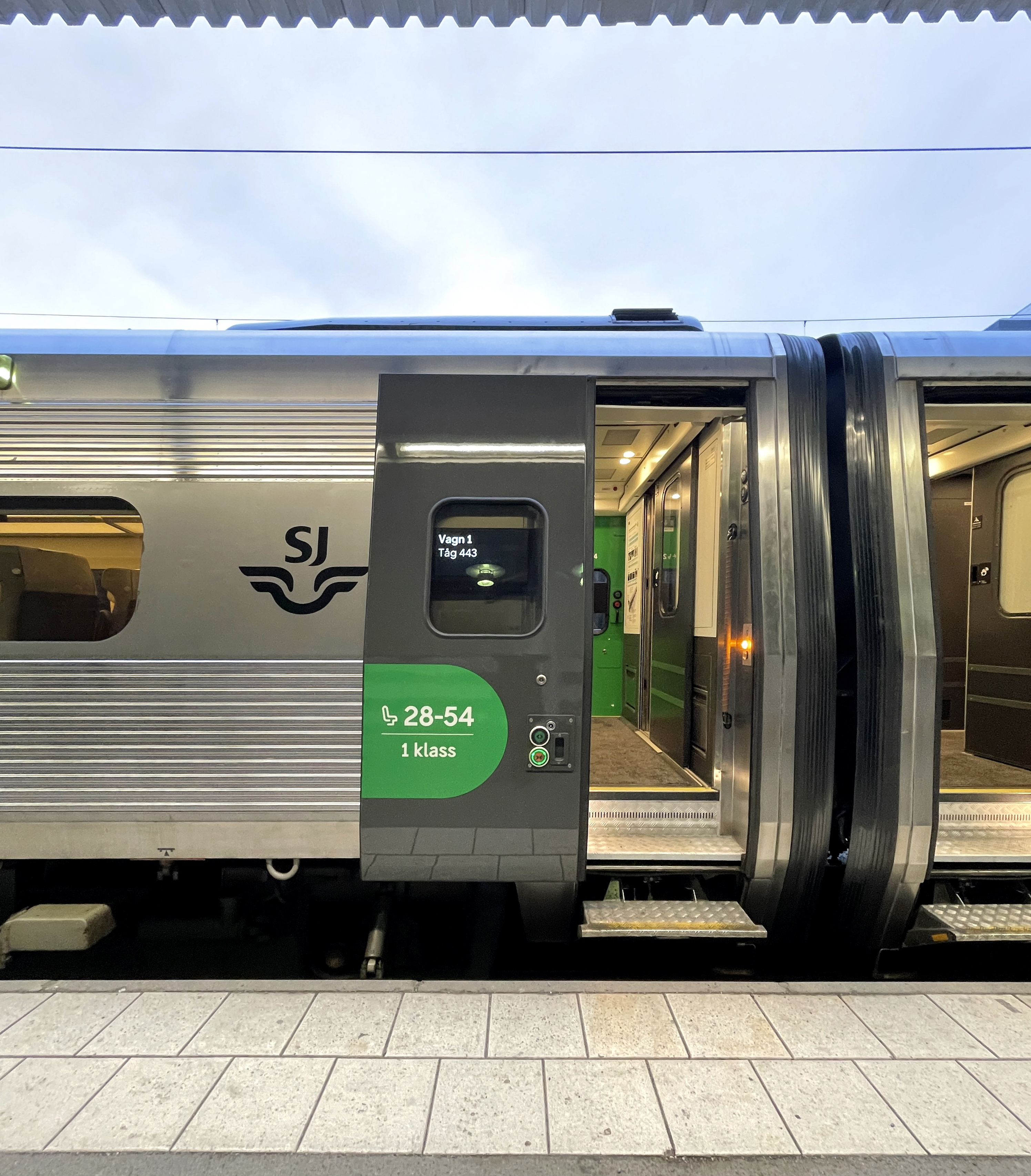

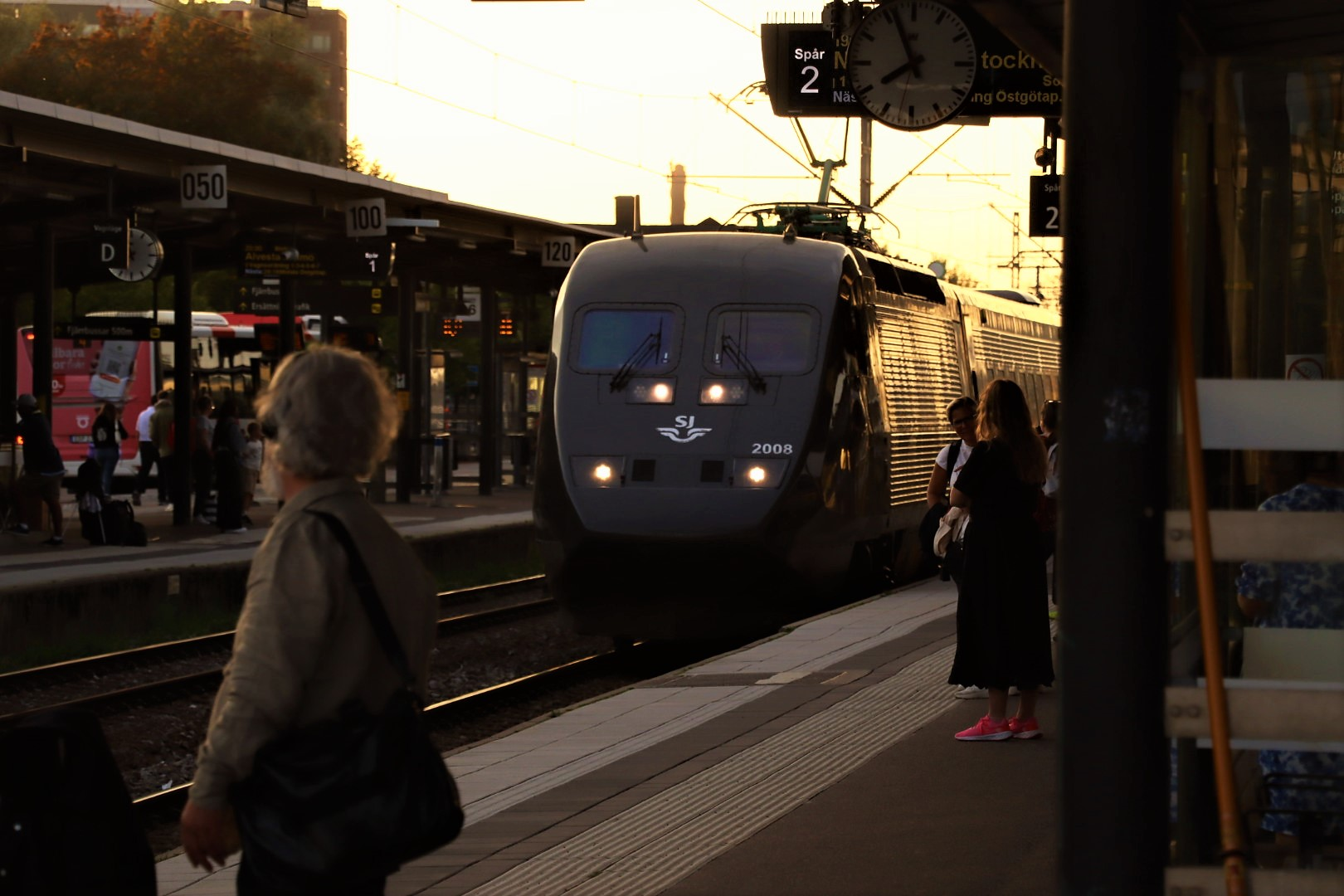
X2C 2008 Linköping
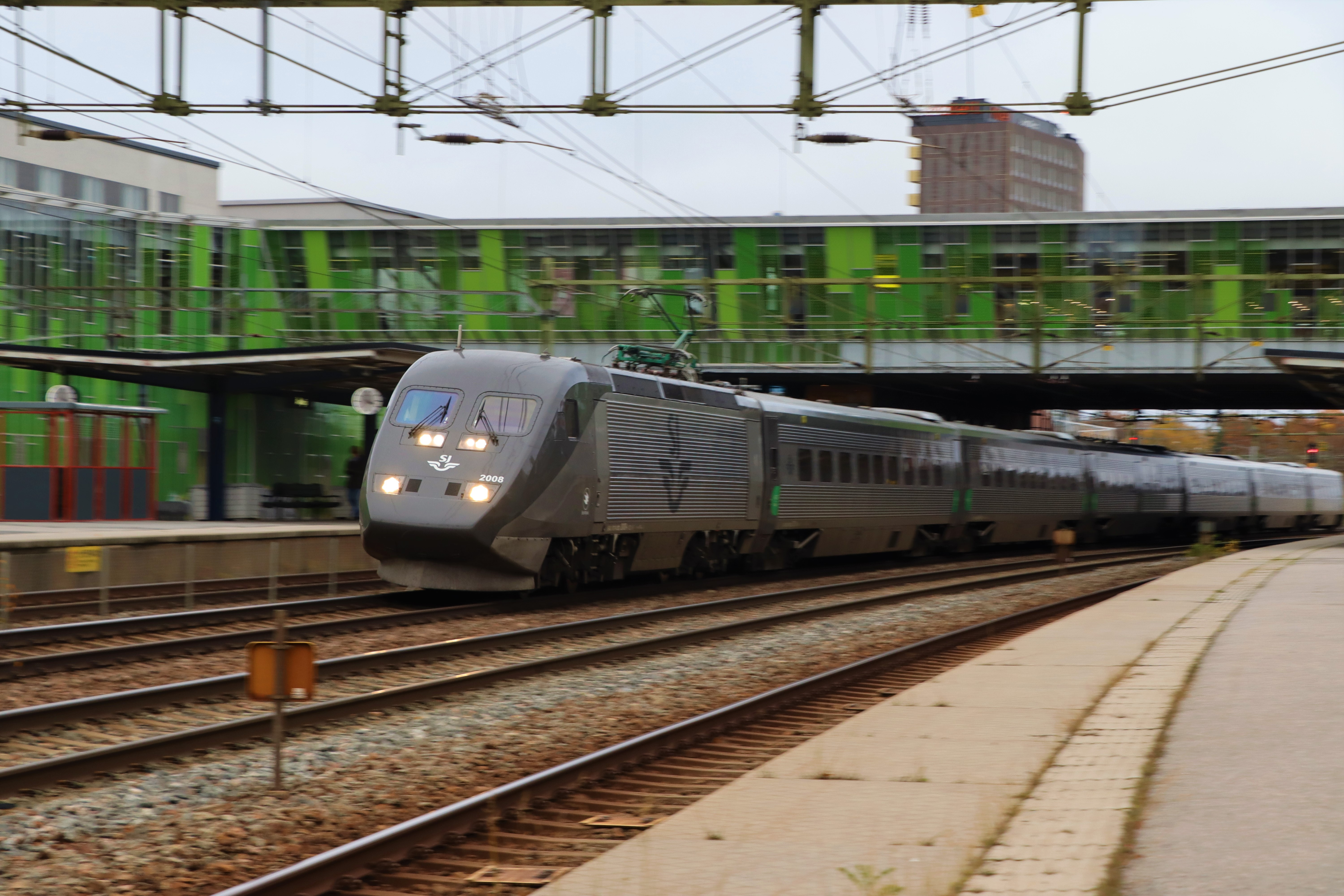
X2C 2008 åker förbi Älvsjö.
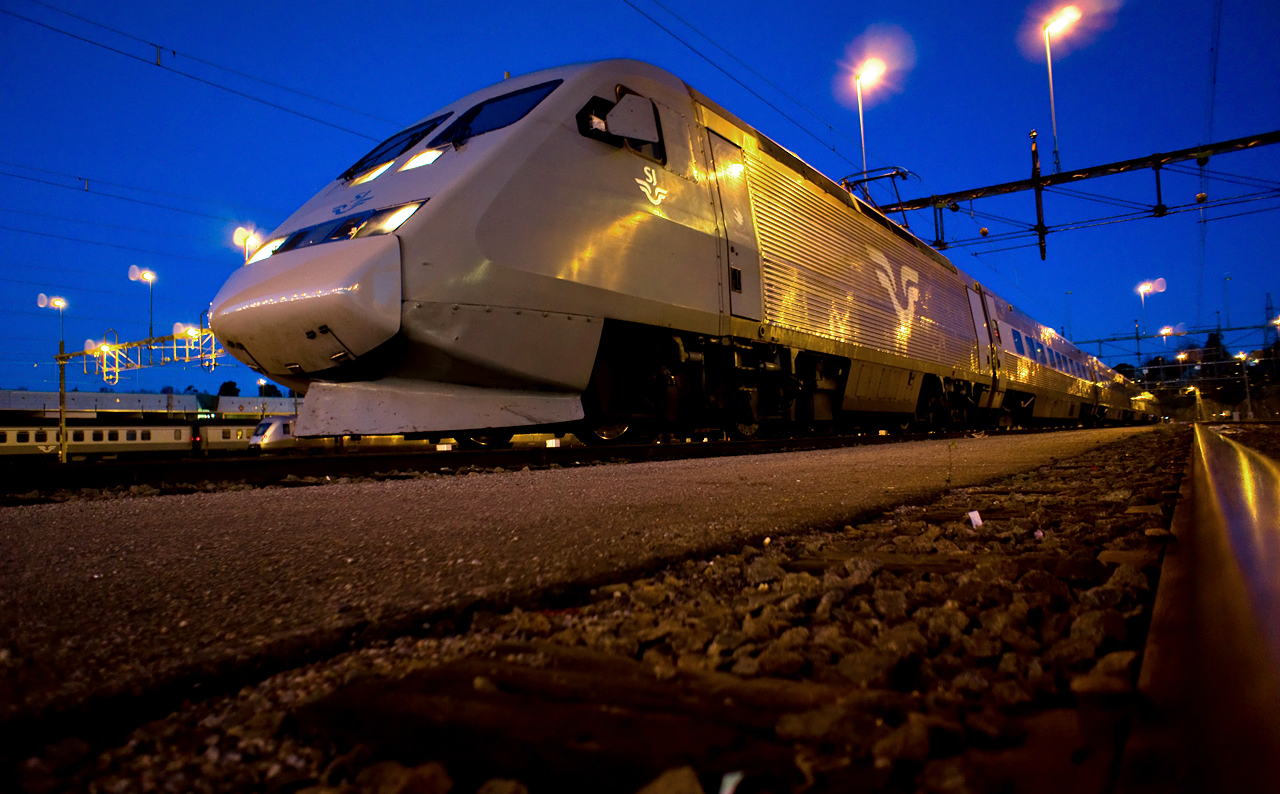
Ett X 2000 redo för avgång i Hagalundsdepån november 2011.
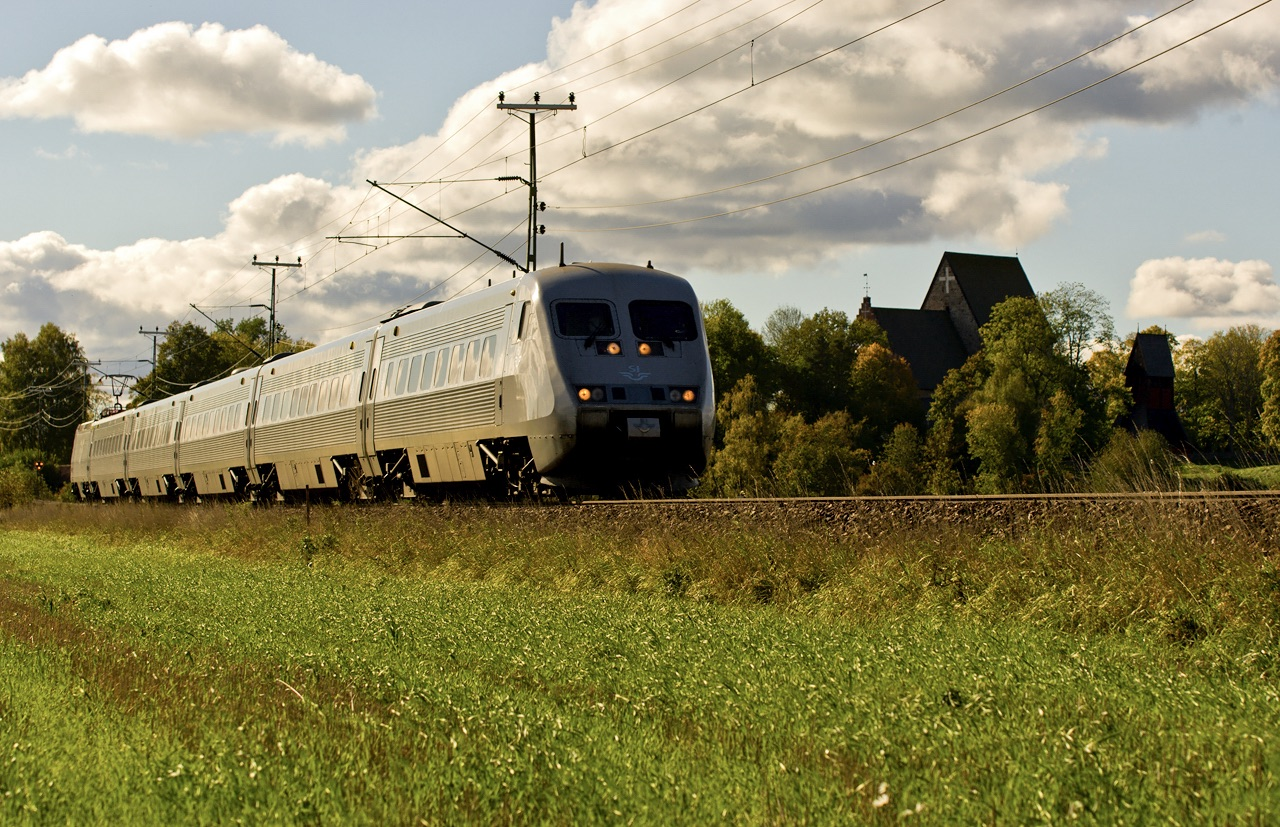
Ett X 2000-tåg mot Sundsvall passerar det sedan 2017 nedlagda enkelspåret i Gamla Uppsala i september 2010.
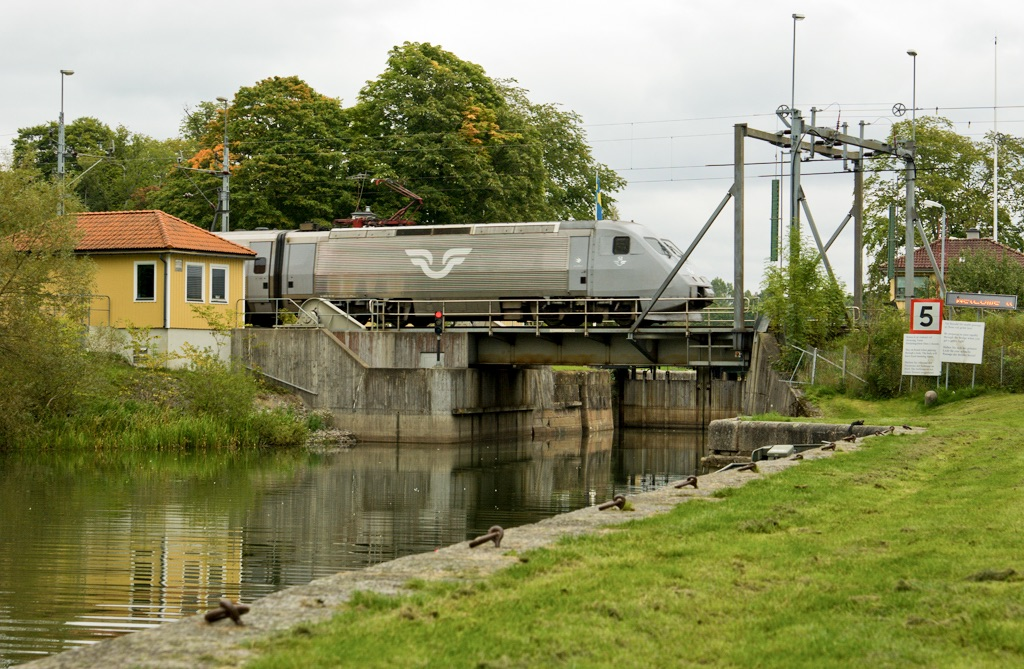
Ett X 2000-tåg mot Stockholm passerar Göta Kanal på Norsholmsbron, Norsholm september 2008.
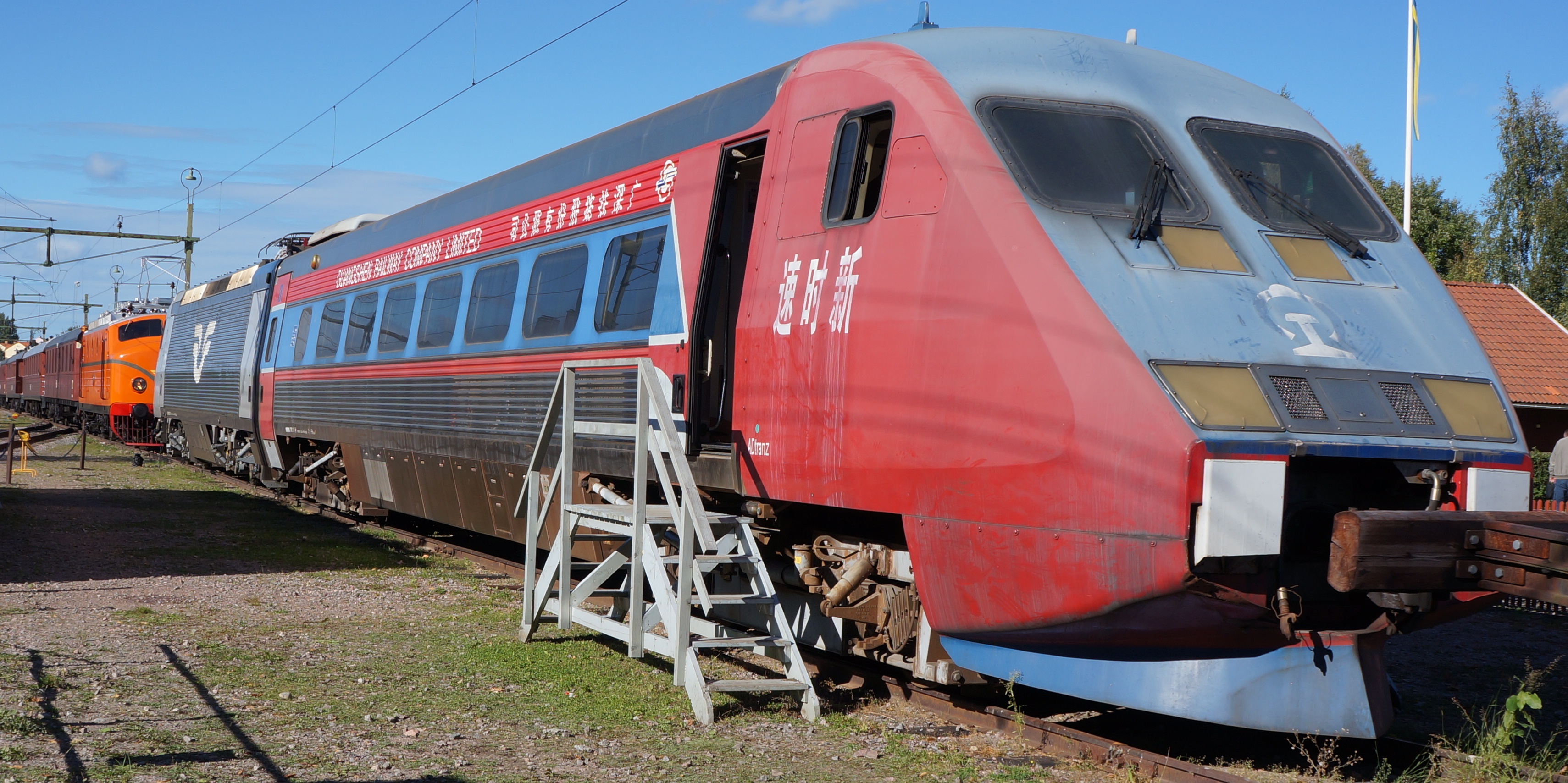
Manövervagnen i det tillbakaköpta X2-tåg som gick i Kina. Järnvägsmuseet i Gävle, september 2012.
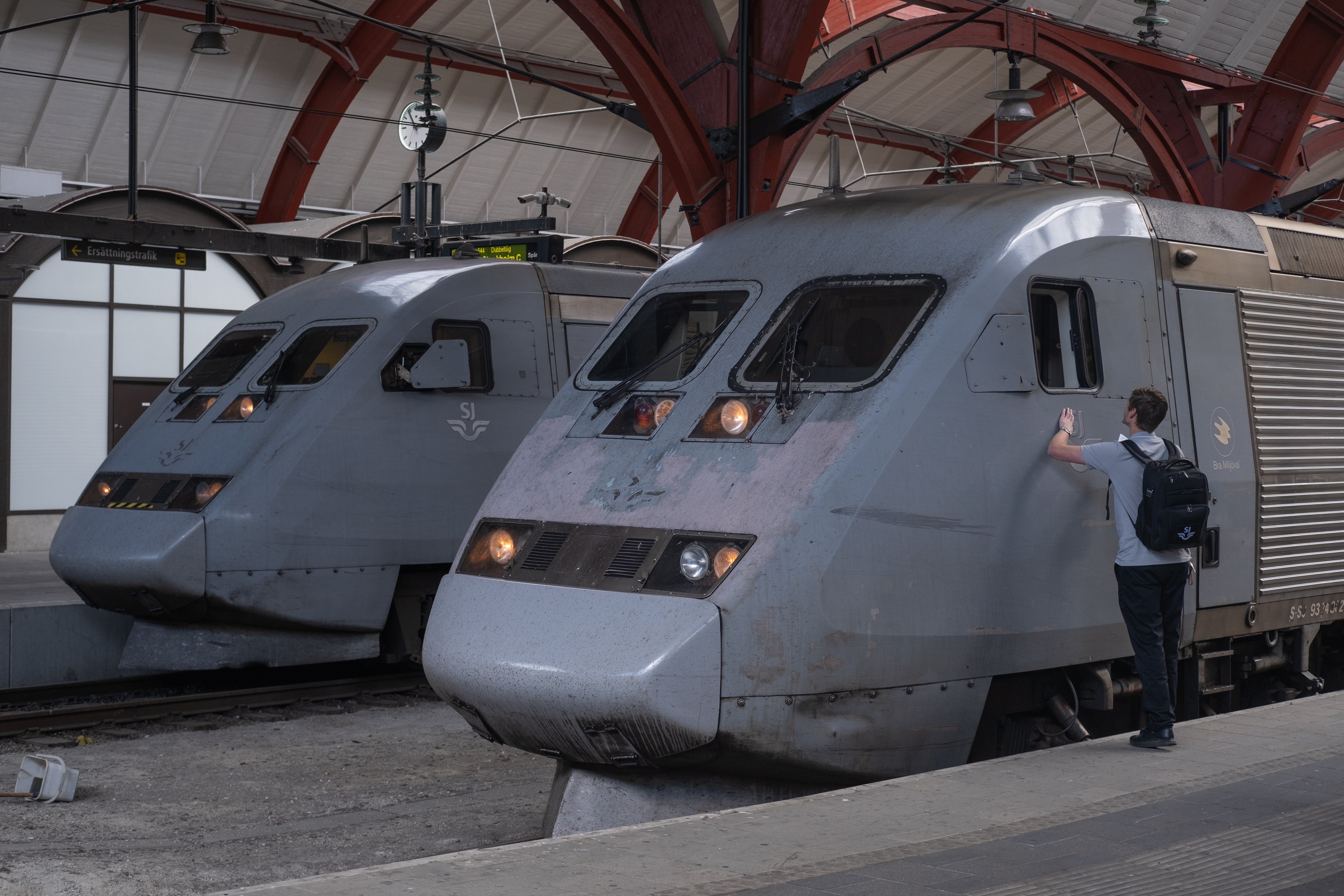
Två X2-tåg i Malmö C, juli 2022. Ena tåget är på väg mot Göteborg och andra mot Stockholm.